# くじらキャピタル
くじらキャピタル株式会社（Quzilla Capital, Inc.）は、日本の投資会社。リーマン・ブラザーズ、モルガン・スタンレー、アイ・エム・ジェイ(現：アクセンチュア）出身者により設立されたプライベート・エクイティ・ファンドであり、デジタル変革（DX）で中小企業の再成長を支援する日本初のDXファンドである。
国内中堅中小企業に特化したユニークな投資戦略や、国内バイアウトファンドとして初となるDXを中軸に据えた独自の価値創造戦略等を通じ、停滞傾向にある中小企業を再成長に導くとともに、国内企業の深刻な承継問題の解決に貢献していく。

## 沿革
- 2018年4月17日 - くじらキャピタル株式会社として創業。
- 2021年9月1日 - 中小企業をDXで成長に導く「くじら1号ファンド」設立。

## 投資先企業
（2022年7月現在）
- 金井酒造店（神奈川県秦野市）
- 株式会社アーバンビルシステム（東京都渋谷区）